# ブレイクダンス (映画)
『ブレイクダンス』（Breakin'）は、1984年に公開されたアメリカ映画。国内外にブレイクダンスブームを巻き起こした青春映画である。ストリートダンスのメッカと言われたカリフォルニアのヴェニスビーチなどで撮影された。

## 作品概要
オープニングからダンスシーンの連続だが、ポッピングを学ぶ上で参考になるレクチャーシーンもある。クラフトワークの「ツール・ド・フランス」をバックにブガルー・シュリンプが箒を使って踊るシーンでは、強烈なアニメーションスタイルを見ることができる。マイケル・ジャクソンのダンスの教師であったポッピン・タコも敵役で登場。

## ストーリー
ブレイクダンスを通じて意気投合した三人の若い男女、オゾーンとターボ、ケリーが、保守的なところを持つダンス界に挑む。

## キャスト
- ルシンダ・ディッキー（Lucinda Dickey）：ケリー（Kelly）
- アドルフォ・シャバドウ・キノーネス（Adolfo "Shabba Doo" Quinones）：オゾーン（Ozone）
- マイケル・チェインバース（MichaelBoogaloo Shrimp Chambers）：ターボ（Turbo）
- ベン・ロキー（Ben Lokey）：フランコ（Franco）

## スタッフ
- 監督 : ジョエル・シルバーグ
- 製作 : アレン・ドベヴォワース/デヴィッド・ジトー
- 脚本 : アレン・ドベヴォワース/チャールズ・パーカー
- 撮影 : ハナニア・ベア
- 音楽 : ジェミー・ロジャース

## サウンドトラック
- 『フリークショー・オン・ザ・ダンスフロア（Freakshow On The Dancefloor）』：バーケイズ（Bar-Kays）
- 『レックレス（Reckless）』：アイスＴ（Ice T）
- 『ボディ・ワーク（Body Work）』：ホットストリーク（Hot Streak）